# Vinita
Vinita is een plaats (city) in de Amerikaanse staat Oklahoma, en valt bestuurlijk gezien onder Craig County.

## Demografie
Bij de volkstelling in 2000 werd het aantal inwoners vastgesteld op 6472.
In 2006 is het aantal inwoners door het United States Census Bureau geschat op 5992, een daling van 480 (-7,4%).

## Geografie
Volgens het United States Census Bureau beslaat de plaats een oppervlakte van
11,3 km², geheel bestaande uit land. Vinita ligt op ongeveer 213 m boven zeeniveau.

## Plaatsen in de nabije omgeving
De onderstaande figuur toont nabijgelegen plaatsen in een straal van 20 km rond Vinita.

## Geboren in Vinita
- Phil McGraw (1950), televisiepresentator (Dr. Phil), schrijver en adviseur bij levenskwesties